# La Roche-Noire
La Roche-Noire is een gemeente in het Franse departement Puy-de-Dôme (regio Auvergne-Rhône-Alpes) en telt 624 inwoners (2005). De plaats maakt deel uit van het arrondissement Clermont-Ferrand.

## Geografie
De oppervlakte van La Roche-Noire bedraagt 3,1 km², de bevolkingsdichtheid is 201,3 inwoners per km².
De onderstaande kaart toont de ligging van La Roche-Noire met de belangrijkste infrastructuur en aangrenzende gemeenten.

## Demografie
Onderstaande figuur toont het verloop van het inwonertal (bron: INSEE-tellingen).